# Roque de Taborno
El Roque de Taborno es uno de los elementos geológicos más característicos del Macizo de Anaga, en la isla de Tenerife (Canarias, España).
Este roque, también conocido antiguamente como Fortaleza de Taborno o de Anaga, es un roque basáltico con forma de pilar de 706 m s. n. m., producto de la erosión de los terrenos de los que formaba parte en un tiempo remoto. 
Se encuentra situado en un lomo que separa los barrancos de Taborno y del Tamadiste, próximo al caserío del mismo nombre.